# Alexander von Vogel
Alexander von Vogel (* 13. Oktober 1975 in Düsseldorf) ist ein deutscher Jurist und politischer Beamter (Bündnis 90/Die Grünen). Seit 2025 ist er Staatsrat für Energie der Hamburger Behörde für Umwelt, Klima, Energie und Agrarwirtschaft sowie Staatsrat für Bezirke der Hamburger Behörde für Finanzen und Bezirke. Zuvor war er von 2020 bis 2025 Staatsrat für Bezirke der Hamburger Behörde für Wissenschaft, Forschung, Gleichstellung und Bezirke.
Er gilt als enger Vertrauter von Hamburgs Zweiter Bürgermeisterin Katharina Fegebank (Grüne).

## Leben
Alexander von Vogel studierte nach dem Abitur in Hamburg und einem Zivildienst im Bereich der individuellen Schwerstbehindertenbetreuung von 1996 bis 2001 Rechtswissenschaft in Konstanz und München und legte 2001 in München das Erste Juristische Staatsexamen ab. Von 2002 bis 2004 war er Promotionsstipendiat der Deutschen Forschungsgemeinschaft (DFG) im Rahmen des Graduiertenkollegs für Europäisches Privat- und Wirtschaftsrecht an der Humboldt-Universität zu Berlin und promovierte zum Thema „Verbrauchervertragsrecht und allgemeines Vertragsrecht – Fragen der Kohärenz in Europa“. Von 2004 bis 2006 absolvierte er das Rechtsreferendariat in Berlin und arbeitete als wissenschaftlicher Mitarbeiter am Lehrstuhl für Bürgerliches Recht und Europäisches Wirtschaftsrecht an der Europa-Universität Viadrina in Frankfurt (Oder). 2006 legte von Vogel in Berlin das Zweite Juristische Staatsexamen ab. Im Anschluss arbeitete zunächst als Rechtsanwalt bei der Rechtsanwaltsgesellschaft Luther in Berlin und in Hamburg.
2008 trat er in den Verwaltungsdienst der Freien und Hansestadt Hamburg ein, bei der er unter anderem als Pressereferent in der Pressestelle des Senats tätig war. 2012 wurde er zum Sprecher der Behörde für Wissenschaft und Forschung unter Senatorin Dorothee Stapelfeldt (SPD). Ab 2015 war er als Büroleiter der Wissenschaftssenatorin und Zweiten Bürgermeisterin Katharina Fegebank (Grüne) sowie als Leiter der Präsidialabteilung in der Behörde für Wissenschaft, Forschung und Gleichstellung tätig.
Im Zuge der Fortführung der rot-grünen Koalition nach der Bürgerschaftswahl 2020 wurde die Wissenschaftsbehörde im Senat Tschentscher II um die Zuständigkeit als Bezirksaufsichtsbehörde erweitert und von Vogel neben Eva Gümbel (Grüne) zum Staatsrat für den Bereich Bezirke in der Wissenschaftsbehörde unter Senatorin Fegebank berufen. Am 11. Juni 2020 wurde er durch den Ersten Bürgermeister Peter Tschentscher zum Staatsrat ernannt.
Vom 1. November 2021 bis Dezember 2021 war er als Nachfolger der von ihrem Amt freigestellten Katja Günther (Bündnis 90/Die Grünen) zudem kommissarischer Justizstaatsrat in der Behörde für Justiz und Verbraucherschutz unter Senatorin Anna Gallina (Bündnis 90/Die Grünen).
Im Zuge der Fortführung der rot-grünen Koalition nach der Bürgerschaftswahl 2025 übernahm Senatorin Fegebank am 7. Mai 2025 die Leitung der Behörde für Umwelt, Klima, Energie und Agrarwirtschaft; von Vogel folgte ihr als Staatsrat für Energie in diese Behörde. Zugleich wurde er zusätzlich zum Staatsrat für Bezirke in der Behörde für Finanzen und Bezirke ernannt.
Alexander von Vogel ist verheiratet und hat zwei Söhne.